# Роберт Ф. Кенеди
Роберт Франсис „Боби” Кенеди или скраћено РФК (енгл. Robert Francis "Bobby" Kennedy, : ; Бруклајн, Масачусетс, 20. новембар 1925 — Лос Анђелес, 6. јун 1968) је био амерички политичар и правник.
Од 1961. је у администрацији свог брата, председника Џона Ф. Кенедија, био на функцији министра правде. Био је познат и као један од најближих саветника свог брата. На положају министра остао је и после братове смрти, све до 1964. године. Исте године је изабран у Сенат као представник државе Њујорк. Припадао је либералном крилу Демократске странке. Кандидовао се за положај председника САД, али је током кампање погинуо у политичком атентату који је извршио Сирхан Сирхан.